# 西羅洛克鎮區 (阿肯色州蘭道夫縣)
西羅諾克鎮區（英語：West Roanoke Township）是位於美國阿肯色州蘭道夫縣的一個行政鎮區。

## 地方資料
西羅諾克鎮區的面積為60.69平方千米，當中陸地面積為60.26平方千米，而水域面積為0.43平方千米。根據2010年美國人口普查的數據，當地共有人口797人，而人口密度為每平方千米13.13人。